# Helius subanaemicus
Helius subanaemicus là một loài ruồi trong họ Limoniidae. Chúng phân bố ở miền Australasia.